# Chiến tranh Ấn Độ – Pakistan năm 1971
Chiến tranh Ấn Độ-Pakistan năm 1971 là cuộc đối đầu quân sự giữa Ấn Độ và Pakistan xảy ra trong cuộc chiến tranh giải phóng ở Đông Pakistan từ ngày 3 tháng 12 năm 1971 đến khi Dacca (Dhaka) thất thủ vào ngày 16 tháng 12 năm 1971. Cuộc chiến bắt đầu với các cuộc không kích phủ đầu vào 11 trạm không quân của Ấn Độ, dẫn đến sự bắt đầu của các hành động thù địch với Pakistan và Ấn Độ tham gia vào cuộc chiến giành độc lập ở Đông Pakistan theo phe của các lực lượng dân tộc chủ nghĩa Bengali. Với thời gian chỉ kéo dài 13 ngày, đây là một trong những cuộc chiến ngắn nhất trong lịch sử.
Trong chiến tranh, lực lượng quân phiệt Ấn Độ và Pakistan đồng loạt đụng độ trên các mặt trận phía đông và phía tây; Chiến tranh kết thúc sau khi Bộ Tư lệnh phía Đông của quân đội Pakistan ký Văn bản đầu hàng  vào ngày 16 tháng 12 năm 1971 tại Dhaka, đánh dấu sự hình thành Đông Pakistan với tư cách là quốc gia mới tên là Bangladesh. Về mặt chính thức, Đông Pakistan trước đó đã kêu gọi ly khai khỏi sự thống nhất của Pakistan vào ngày 26 tháng 3 năm 1971. Khoảng 90.000  đến 93.000 quân nhân Pakistan đã bị Quân đội Ấn Độ bắt làm tù binh, trong đó có 79.676 đến 81.000 quân nhân mặc đồng phục của Lực lượng vũ trang Pakistan, bao gồm một số binh sĩ Bengali vẫn trung thành với Pakistan. 10.324 đến 12.500 tù nhân còn lại là dân thường, hoặc là thành viên gia đình của quân nhân hoặc cộng tác viên (razakars).
Theo ước tính, các thành viên của quân đội Pakistan và lực lượng dân quân ủng hộ Hồi giáo đã giết hại từ 300.000 đến 3.000.000 dân thường ở Bangladesh. Kết quả của cuộc xung đột, thêm tám đến mười triệu người đã rời khỏi đất nước để tìm nơi ẩn náu ở Ấn Độ.
Trong cuộc chiến giành độc lập ở Bangladesh năm 1971, các thành viên của quân đội Pakistan và lực lượng dân quân ủng hộ Hồi giáo được gọi là Razakars đã cưỡng hiếp 200.000 đến 400.000 phụ nữ và trẻ em gái Bangladesh trong một chiến dịch hãm hiếp diệt chủng có hệ thống.